# Cerro Miguelico

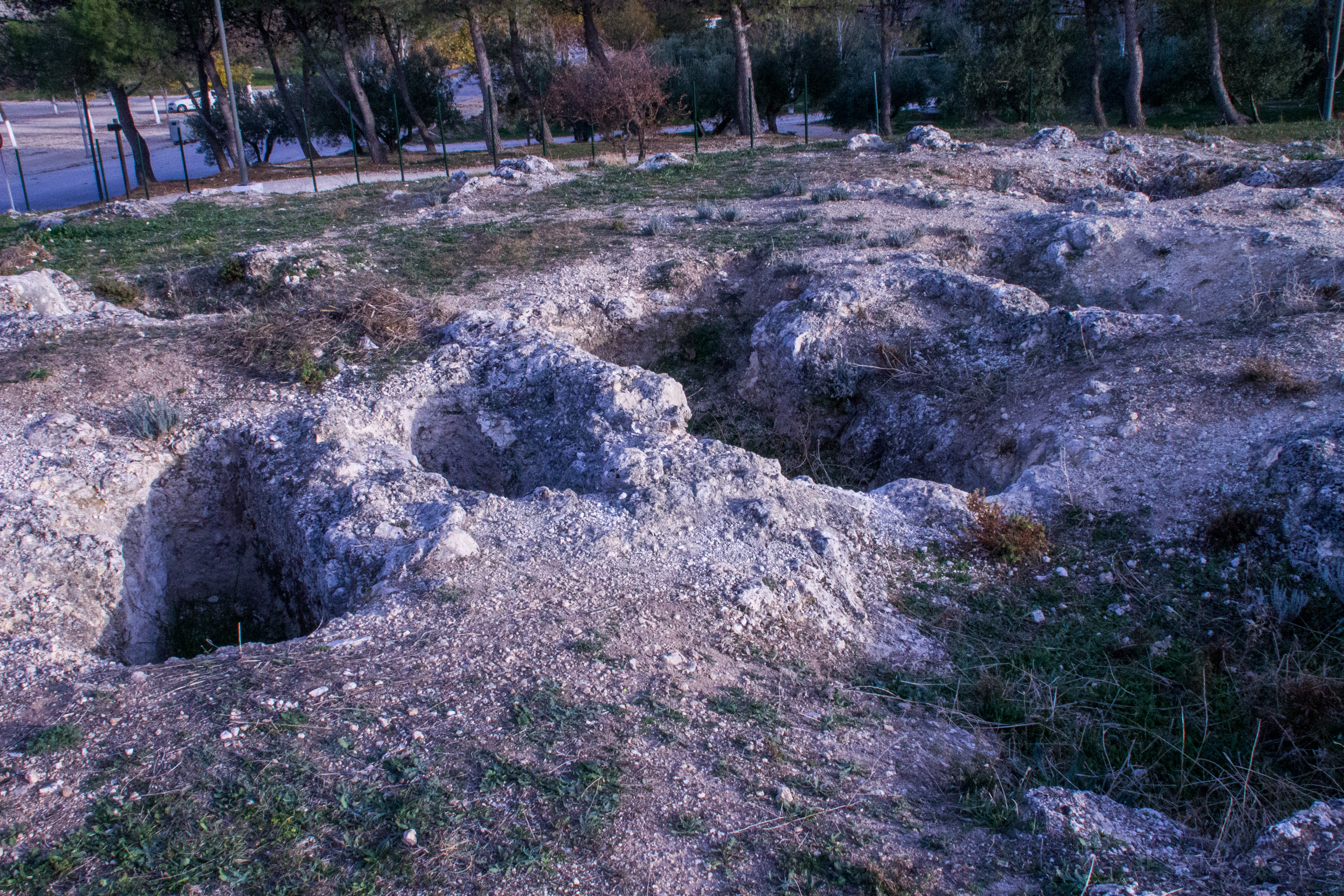
Tumbas en la necrópolis del cerro

El Cerro Miguelico es un relieve geológico localizado en el municipio de Torredelcampo, a 13 kilómetros de Jaén capital. Actualmente el cerro se emplea como zona de esparcimiento y recreación. Sobre él se asienta el enclave natural del Bosque de La Bañizuela.

## Descripción
A un kilómetro de Torredelcampo se encuentra el Cerro Miguelico o Cerro de Santa Ana, nombre recibido por su proximidad con la ermita de la misma (patrona del pueblo). El cerro se encuentra en la última rama del macizo de Jabalcuz, que forma parte de la Sierra de La Grana. La cima tiene una altura de 700 metros sobre el nivel del mar, cuya superficie abarca unos 70 metros de longitud, con una inclinación de este a oeste. Las zonas del Norte y el Este descienden con desigual brusquedad hasta los 400 metros, las zonas Oeste y Sur tienen una elevación mayor con respecto al entorno de 10 metros y en las cuales además se encuentra la muralla.

## Comunicaciones
Hay varias formas de subir hasta el cerro, pero la más importante es la que se hace a través del Camino Viejo, subida a través del camino de la "Fuente del Palo", el cual unía las poblaciones de Martos y Jaén. Otra de las formas de acceso es una carretera acondicionada que une Torredelcampo con el municipio de Jamilena y finalmente con el cerro.

## Historia
El yacimiento se extiende por una pequeña meseta y su ladera Norte. Presenta tres ocupaciones, Ibérica: mediados del siglo VI principios del V antes de Cristo; Ibero-romana: último cuarto del siglo I antes de Cristo y primera mitad del siglo I después de Cristo; y musulmana: siglos IX y X, las cuales han generado un auténtico tell de 4 a 6 metros de altura, en el que destaca un lienzo de muralla ciclópea en los sectores occidental y meridional del yacimiento, posiblemente del siglo I después de Cristo. Del siglo VI antes de Cristo se documentó una fortificación con bastiones semejantes a los de la Plaza de Armas de Puente Tablas. En época musulmana el sector de la muralla ciclópea se reutilizó creando posiblemente un adarve. De esta época destaca un vaso trípode con decoración verde manganeso.

### Muralla
Esta muralla se encuentra en los sectores occidental y meridional del sitio arqueológico, según las investigaciones esta se constituye por roca caliza de diversa densidad. Posiblemente del siglo I después de Cristo. Del siglo VI antes de Cristo se documentó una fortificación con bastiones semejantes a los de la Plaza de Armas de Puente Tablas. En época musulmana el sector de la muralla ciclópea se reutilizó creando posiblemente un adarve. Se conservan unos 6 metros de altura y 20 metros de longitud. Su fácil acceso hizo que se explotasen destruyendo parte de la muralla pero en los años sesenta se inicia el plan “Misión Rescate”, en el cual solo se acometió una limpieza superficial del terreno, originando que se descubriesen elementos pertenecientes a una casa romana.

### Ocupación del entorno
El descubrimiento más importante procede de una cueva denominada Goliat, situada en las proximidades de los asentamientos y en la cual se ha encontrado una figura de marfil, con indicios de la edad de cobre. El ídolo se encuentra actualmente perdido. En esta misma cueva también se han encontrado fragmentos de cerámicas romanas y medievales. En la entrada de la cueva había un antropomorfo pintado en rojo, muy deteriorado. Esta figura no ha podido ser calcada, pues cuando se realizó la primera visita a ella, el fin era documentar la cueva en sí. En una posterior visita no se pudo localizar, por haber desaparecido.
Jabalcuz y Sierra de la Grana están catalogados dentro del Plan Especial de Protección del Medio Físico. 
En las proximidades de esta cueva y cerca del Cerro Miguelico se encuentra una necrópolis de sepulturas excavadas en las rocas. El único esqueleto encontrado adecuadamente fue cedido al museo de Jaén junto con diversas piezas de joyería.